# Elbs-Oxidation
Die Elbs-Oxidation (auch Elbs-Persulfat-Oxidation genannt) ist eine Namensreaktion der Organischen Chemie. Die Reaktion wurde erstmals 1893 von dem deutschen Chemiker Karl Elbs  (1858–1933) publiziert. Sie dient der Synthese von Hydrochinonen aus Phenolen. Als Oxidationsmittel dienen Salze der Peroxodischwefelsäure wie Kaliumperoxodisulfat. Die Elbs-Oxidation ist nicht zu verwechseln mit der Elbs-Reaktion zur Synthese mehrkerniger Aromaten.

## Reaktionsmechanismus
Die Elbs-Oxidation wird im basischen Milieu durchgeführt. Zunächst wird Phenol (1) zu dem mesomeriestabilisierten Phenolat  (2) deprotoniert. Das Kohlenstoffatom in para-Stellung greift dann nukleophil am Sauerstoffatom des Peroxodisulfats an, wodurch ein aromatisches Sulfat 5 entsteht. Dieses wird dann hydrolysiert, wodurch das erwünschte Produkt 8 freigesetzt wird.
Das para-Produkt wird hierbei mit guter Selektivität gebildet. Brenzcatechin, beziehungsweise dessen Derivate werden dann gebildet, wenn die para-Position bereits durch einen Substituenten belegt ist. Jedoch sind die erreichbaren Ausbeuten mäßig.